# Богословское сельское поселение (Омская область)
Богословское се́льское поселе́ние — муниципальное образование в Омском районе Омской области Российской Федерации.
Административный центр — село Богословка.

## История
Статус и границы сельского поселения установлены Законом Омской области от 30 июля 2004 года № 548-ОЗ «О границах и статусе муниципальных образований Омской области»

## Население
| 2006  | 2010  | 2011  | 2012  | 2013  | 2014  | 2015  |
| ----- | ----- | ----- | ----- | ----- | ----- | ----- |
| 4398  | ↗4561 | ↗4570 | ↗4669 | ↗4701 | ↗4731 | ↗4833 |
| 2016  | 2017  | 2018  | 2019  | 2020  | 2021  | 2023  |
| ↘4829 | ↘4770 | ↗4795 | ↗4836 | ↘4815 | ↘3917 | ↘3848 |

## Состав сельского поселения
| №  | Населённый пункт | Тип населённого пункта             | Население |
| -- | ---------------- | ---------------------------------- | --------- |
| 1  | 2733 км          | железнодорожный остановочный пункт | ↗24       |
| 2  | 2737 км          | железнодорожный остановочный пункт | ↗12       |
| 3  | Богословка       | село, административный центр       | ↗1658     |
| 4  | Густафьево       | железнодорожная станция            | ↗209      |
| 5  | Зелёная Роща     | деревня                            | ↗25       |
| 6  | Левобережный     | разъезд                            | ↗183      |
| 7  | Новомосковка     | село                               | ↗1174     |
| 8  | Прудки           | деревня                            | ↗81       |
| 9  | Развязка         | разъезд                            | ↘27       |
| 10 | Травкино         | деревня                            | ↗118      |
| 11 | Ульяновка        | село                               | ↗1608     |